# Пруды (Карагандинская область)
Пруды (каз. Пруды) — упразднённое село в Абайском районе Карагандинской области Казахстана. Входило в состав Самарского сельского округа. Код КАТО — 353281600. Исключено из учётных данных в 2023 году.

## Население
В 1999 году население села составляло 92 человека (43 мужчины и 49 женщин). По данным переписи 2009 года, в селе проживали 42 человека (15 мужчин и 27 женщин).